# Loamneș
Loamneș (in ungherese Ladamos, in tedesco Kirchberg) è un comune della Romania di 3145 abitanti, ubicato nel distretto di Sibiu, nella regione storica della Transilvania.
Il comune è formato dall'unione di 6 villaggi: Alămor (Mildenburg), Armeni (Urmenen), Hașag (Haschagen), Loamneș, Mândra (Heldenburg), Sădinca (Sedinken).